# Guido Dinelli
Guido Dinelli (* 2. April 1869 in Catanzaro; † unbekannt) war ein italienischer Schuhmacher und früher Flugpionier (Dinelli-Gleiter, Aereoplano).
Er gilt als die zweite Person in Südamerika (nach Pablo Suárez) von der bekannt ist, dass sie einen Gleitflug durchgeführt hat. Die Flüge fanden in Tandil, Argentinien, von der Spitze der Garibaldi-Hügel statt. 
Dinellis Flug am 25. Mai 1904 erreichte bemerkenswerte 590 Fuß.